# Fernando Chalana
Fernando Albino de Sousa Chalana (født 10. februar 1959 i Barreiro, Portugal, død 10. august 2022) var en  portugisisk fodboldspiller (kantspiller) og senere -træner.
Chalana spillede på klubplan primært hos Lissabon-storklubben Benfica, hvor han var tilknyttet i samlet 11 sæsoner, fordelt på to ophold. Han spillede også hos blandt andet Bordeaux i Frankrig. I tiden hos Benfica var han med til at vinde seks portugisiske mesteskaber og tre pokaltitler, mens hans hos Bordeaux vandt to Ligue 1-titler og to udgaver af Coupe de France.
Chalana spillede, mellem 1976 og 1988, 27 kampe for Portugals landshold, hvori han scorede to mål. Han var en del af det portugisiske hold, der nåede semifinalerne EM i 1984 i Frankrig, og spillede alle holdets fire kampe i turnerigen.

## Titler
Primeira Liga
- 1976, 1977, 1981, 1983, 1984 og 1989 med Benfica

Taça de Portugal
- 1980, 1981 og 1983 med Benfica

Portugal Supercup
- 1980 og 1989 med Benfica

Ligue 1
- 1985 og 1987 med Bordeaux

Coupe de France
- 1986 og 1987 med Bordeaux

Frankrigs Supercup
- 1986 med Bordeaux